# Национальный парк Виджиленс
Национальный парк Виджиленс (англ. National Vigilance Park, NVP, дословно — «Национальный парк бдительности») — мемориал американским военным лётчикам, которые выполняли разведывательные полёты во времена Холодной войны. Расположен в Форт-Мид, штат Мэриленд, в одном квартале от штаб-квартиры Агентства национальной безопасности США. В одном квартале от парка расположен Национальный музей криптографии, экспозиция которого содержит в том числе и информацию об операциях воздушной разведки США.
Мемориал открыт 2 сентября 1997 года, 24 часа в сутки доступен для просмотра. Фотографирование объектов мемориала разрешено, но по соображениям безопасности не допускаются съёмки расположенного рядом здания АНБ.

## Мемориал
В экспозиции мемориала находятся три самолёта-разведчика:
- Самолёт радиоэлектронной разведки Семинол[англ.], использовавшийся в войне во Вьетнаме;
- Транспортный самолёт Lockheed C-130 Hercules, модифицированный для нужд разведки, увековечивает память экипажа ВВС США, сбитого над советской Арменией во времена холодной войны;
- Палубный бомбардировщик EA-3B, в память о миссии в Средиземном море 25 января 1987 года, в которой все семь членов экипажа погибли[1].

Самолёты окружены полукругом из 18 деревьев, символизирующих 18 самолётов, сбитых при выполнении разведывательных миссий.